# Estadio Libertadores de América-Ricardo Enrique Bochini
El Estadio Libertadores de América - Ricardo Enrique Bochini es un recinto deportivo propiedad del Club Atlético Independiente, ubicado en la ciudad de Avellaneda, Argentina. Situado en la calle Ricardo Bochini 751, fue inaugurado el 28 de octubre de 2009 con un partido amistoso entre Independiente y Colón, que finalizó 3–2 a favor del equipo local.
Fue construido sobre los terrenos del antiguo estadio, conocido popularmente como «La Doble Visera», reutilizando para su infraestructura la tribuna Herminio Sande (construida originalmente en 1971). Su nombre oficial fue elegido luego de una votación entre los socios y rinde homenaje a las siete ediciones de la Copa Libertadores de América que ganó el club. En 2021 le fue agregado el nombre de Ricardo Enrique Bochini, uno de los máximos ídolos de Independiente.

## Historia

### Primeras canchas

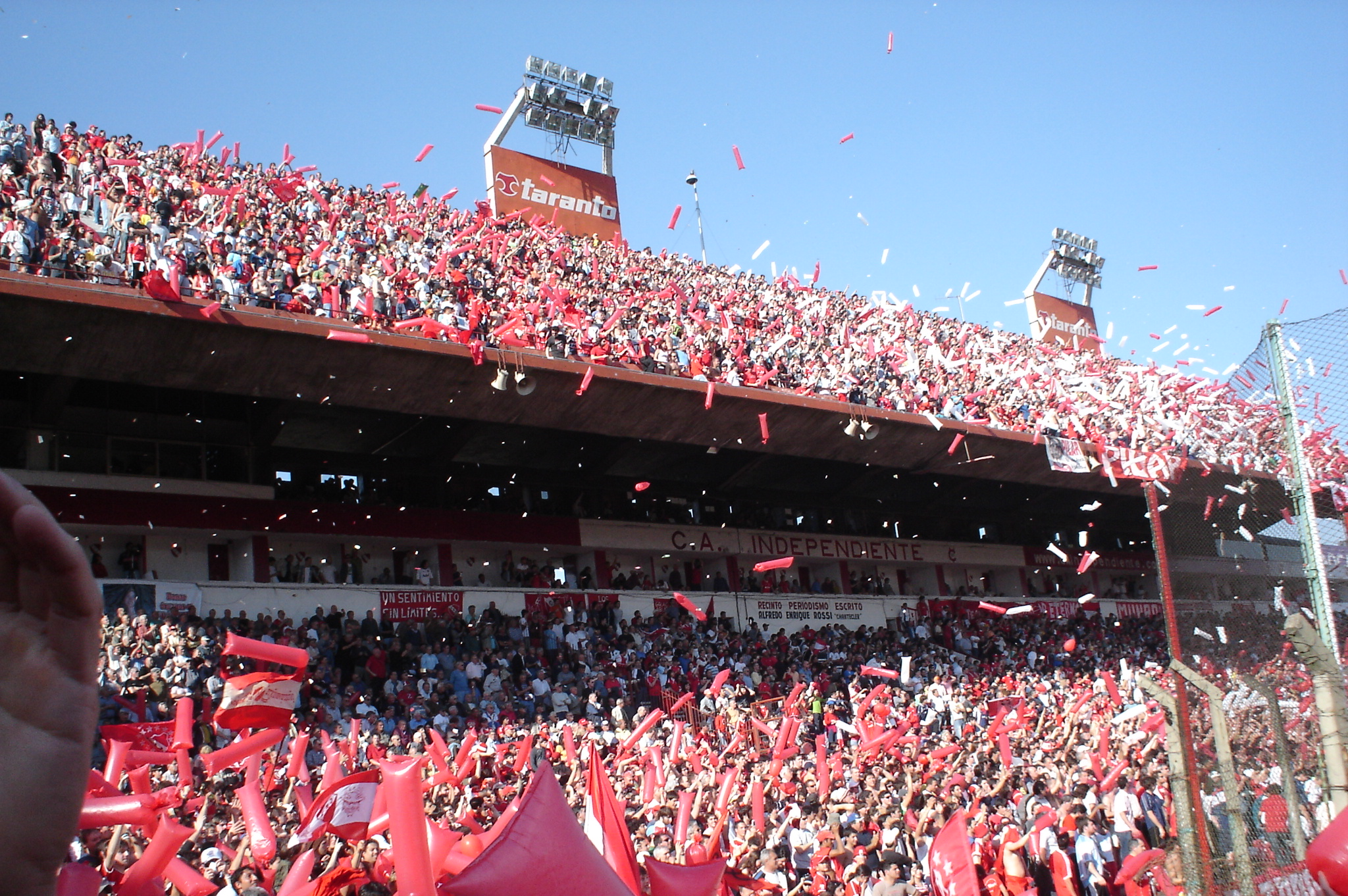
La Doble Visera fue antecesor del LDA-REB y sede histórica de Independiente. Lo único que se conservó del recinto fue la Tribuna Herminio Sande.

El Club Atlético Independiente utilizó diversos campos de fútbol en la ciudad de Buenos Aires antes de establecerse en el partido de Avellaneda en 1906. Durante su etapa inicial, los terrenos de juego se localizaron en barrios porteños como Flores, La Paternal y Recoleta. Uno de ellos estaba en la intersección de la avenida Alvear (hoy avenida del Libertador) y la calle Tagle, un lugar que posteriormente albergó el estadio de River Plate.
En 1906, Independiente alquiló su primer terreno en Avellaneda, ubicado en la localidad de Crucecita, sobre la calle Manuel Ocantos, donde permaneció hasta 1911. Posteriormente, el club construyó un estadio en la intersección de las calles Mitre y Lacarra, que fue su sede deportiva hasta 1928.
En ese año, Independiente inauguró su estadio conocido como la Doble Visera a solo tres cuadras del estadio de Racing Club. Este recinto, reconocido como el primer estadio de cemento en Argentina y el tercero de su tipo en el mundo, fue el escenario de importantes logros nacionales e internacionales para el club. En sus primeros años, también funcionó como sede principal de la selección de fútbol de Argentina.

### Proyecto de construcción

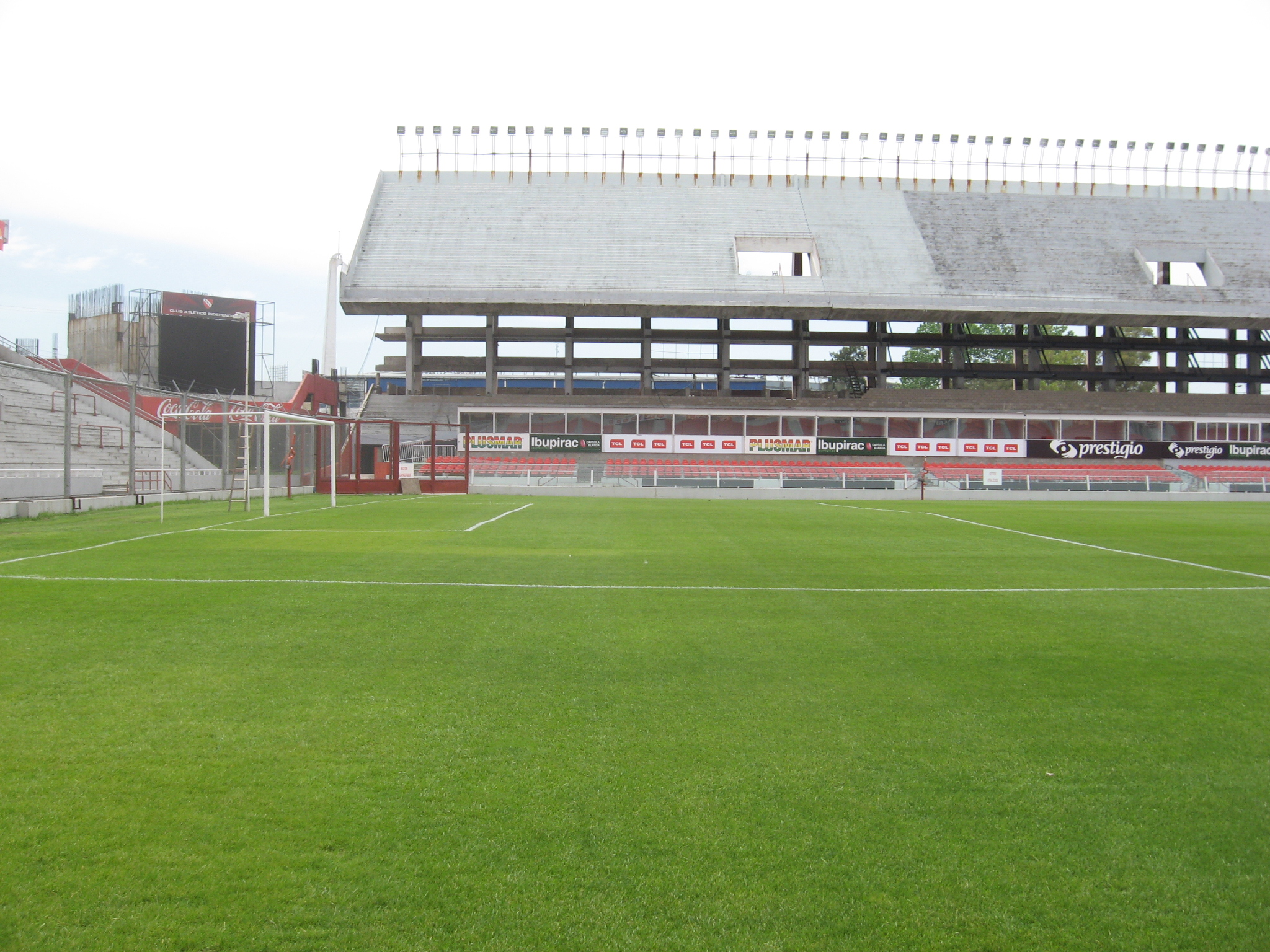
Vista interior del recinto en sus primeros años.

A fines del 2005, el presidente del Club Atlético Independiente, Julio Comparada, presentó la idea de construir un estadio moderno, acorde con la historia del club de Avellaneda. Esta idea fue posible gracias a la venta de Sergio Agüero al Atlético de Madrid, cuya cifra superó los $23 millones de euros y en su momento fue la transferencia más grande del fútbol argentino, hasta 2018 (con la venta de Lautaro Martínez por $25 millones de dólares). Un mes después del anuncio, se presentó un proyecto de estadio y un vídeo ilustrativo el cual atrajo a los hinchas del club, pero debido a que el costo de construcción de este era muy costoso, se optó por un segundo proyecto más económico. Junto con el del proyecto N.º 2, la Doble Visera era reducida a escombros por los demoledores designados del proyecto.
Sin embargo, con la venta de Oscar Ustari por $8 millones de euros al club, se optó por un tercer y definitivo proyecto, el cual se asemejaba al primero, presentado a mediados del año 2007. En ese mismo año se acabó con la etapa de demolición, para comenzar a construir las bases firmes del nuevo estadio de Independiente. El pilotaje se realizó durante el mes de septiembre, y en diciembre se dio inicio a la colocación de las primeras gradas premoldeadas.
El estadio debe su nombre a las siete Copas Libertadores de América ganadas por Independiente, y está inspirado en el clásico estilo inglés compuesto por 4 tribunas dobles y rodeadas en sus esquinas por estructuras denominadas "Gargantas del Diablo", las cuales albergan plateas preferenciales. El Estadio Libertadores de América costó inicialmente alrededor de 50 millones de dólares, que fueron solventados inicialmente con las ventas de Sergio Agüero y el arquero Oscar Ustari. Luego se hizo saber que el pase del delantero Germán Denis al SSC Napoli por $8 millones de dólares se destinó también a las obras del estadio.

### Inauguración
Tuvo una inauguración simbólica el 25 de noviembre de 2008, previo a las elecciones del club. El 28 de octubre de 2009 fue reinaugurado oficialmente en el encuentro entre Independiente y Colón de Santa Fe, con un gol de Andrés Silvera, siendo este el primer jugador en marcar un gol en este estadio. Para este partido hubo una recaudación aproximada de $900.000 de pesos argentinos. Si bien comenzó a utilizarse, el estadio no se encontraba completo, sino que se jugó faltando terminar buena parte del mismo.
El 8 de diciembre de 2010, el estadio albergó por primera vez una final de un torneo oficial, cuando Independiente recibió al Goiás de Brasil por la final de la Copa Sudamericana 2010. El encuentro lo ganó Independiente por 3-1, sumando su primer título en su nuevo estadio. En febrero de 2011 albergó por primera vez un encuentro correspondiente a la Copa Libertadores de América, cuando Independiente derrotó 2-0 al Deportivo Quito por la primera fase de la Copa Libertadores 2011.

### Reformas y obras

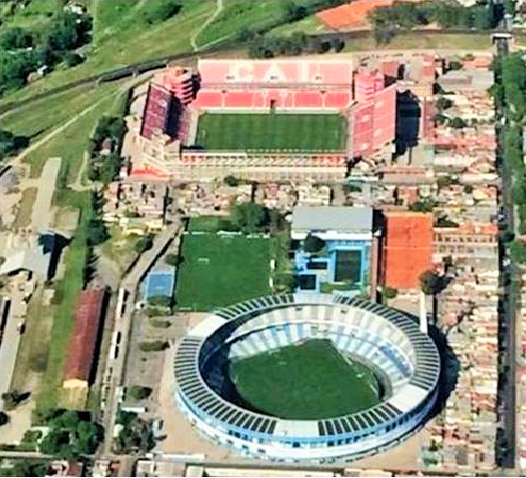
Vista aérea de los estadios LDA-REB y el Cilindro de Racing Club, separados por 300 metros (2016).

Entre los años 2013 y 2014, años en los que Independiente atravesó una fuerte crisis institucional y económica, y que derivó en el primer descenso del club a la Primera B Nacional (que se consumó con una derrota ante San Lorenzo en este estadio), las obras que faltaban completar en el estadio estaban paralizadas, llegando a estar considerado el estadio bajo un estado severo de abandono.
En marzo de 2014, bajo la reciente presidencia de Hugo Moyano, fue habilitada la platea Bochini Alta sur con capacidad para 1.785 personas. El 30 de agosto de 2014 se habilitaron las 2.507 ubicaciones de la Bochini Alta norte para el Clásico de Avellaneda de ese año, llegando el estadio a la capacidad de 48,069 localidades. El 18 de diciembre de 2016, en un encuentro frente a Banfield, fue inaugurada la platea Bochini Baja y la última garganta restante, la número 3, llegando a 52.364 de capacidad.
El 24 de octubre de 2020, se renombraron dos cabeceras: la Tribuna Sur pasó a llamarse Ricardo Elbio Pavoni; y, la Tribuna Norte, Miguel Ángel Santoro. Poco después, en el partido entre Independiente y San Lorenzo, el recinto fue renombrado como «Estadio Libertadores de América-Ricardo Enrique Bochini», en homenaje al máximo ídolo de la institución.
En 2021 el estadio fue elegido para acoger la final del torneo de la Primera B 2020 entre Tristán Suárez y San Telmo. El encuentro lo ganó Tristán Suárez por 1-0, logrando por primera vez el ascenso a la Primera B Nacional.
El 17 de septiembre de 2022 el estadio albergó por primera vez un partido oficial entre dos selecciones nacionales, cuando la selección de rugby de Argentina recibió a la selección de rugby de Sudáfrica por la quinta y penúltima fecha del The Rugby Championship 2022. El encuentro lo ganaron los sudafricanos por 36-20.

## Capacidad
El estadio, a marzo de 2020, posee una capacidad aproximada de 48.069 espectadores, estando 42.069 localidades habilitadas. En 2022 la CONMEBOL dispuso que su capacidad era de 43 187 localidades habilitadas.

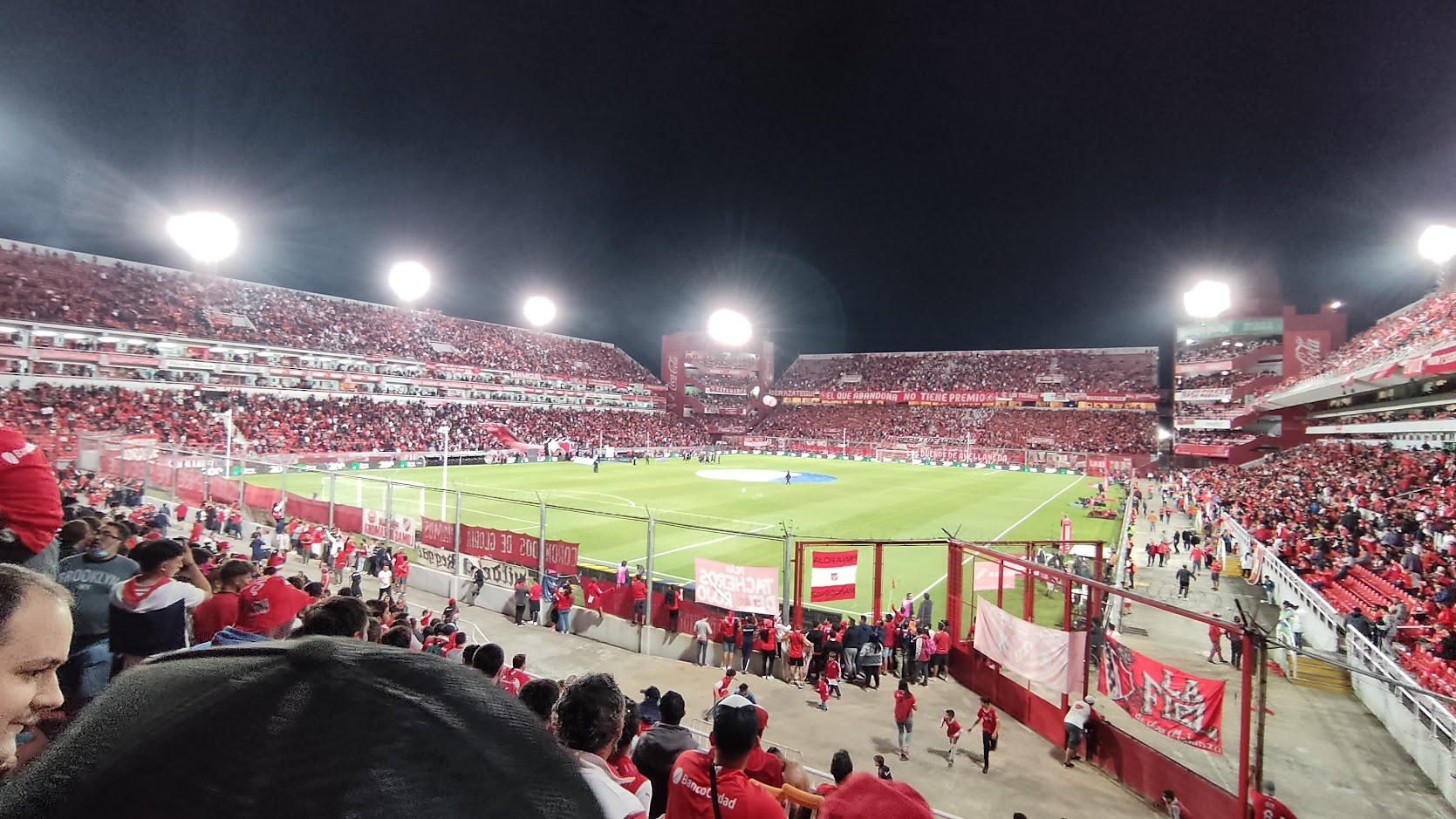
Vista panorámica del estadio en 2022.

| Grada                          | Capacidad                   |
| ------------------------------ | --------------------------- |
| Platea Erico Baja (19 filas)   | 3.909                       |
| Platea Erico Alta (21 filas)   | 4.662                       |
| Palcos Erico                   | 984                         |
| Palcos Santoro                 | 345                         |
| Palcos Bochini                 | 1.200                       |
| Platea Bochini Baja            | 3.662                       |
| Platea Bochini Alta            | 3.991                       |
| Platea Santoro Alta (20 filas) | 3.128                       |
| Gargantas 1, 2, 3 y 4          | 2.919                       |
| Tribuna Santoro Baja           | 10.056 (6.000 habilitados)  |
| Tribuna Pavoni Baja            | 10.056 (7.000 habilitados)  |
| Tribuna Pavoni Alta            | 4.500                       |
| Prensa                         | 90                          |
| Total                          | 48,069 (42,069 habilitados) |

## Partidos de selecciones nacionales

### Rugby
El Estadio Libertadores de América albergó dos partidos internacionales de rugby. El primero de ellos tuvo lugar el 4 de junio de 2011, cuando la selección de rugby de Argentina ("Los Pumas") se enfrentó en un amistoso a los Barbarians franceses. El segundo de ellos tuvo lugar en septiembre de 2022, cuando Los Pumas recibieron a la selección de rugby de Sudáfrica ("Springboks") por la penúltima fecha del The Rugby Championship 2022, cayendo por 36-20.